# In der Hitze der Nacht (Film)
In der Hitze der Nacht (engl. Originaltitel: In the Heat of the Night) ist ein US-amerikanischer Spielfilm von Norman Jewison aus dem Jahr 1967. Er basiert auf dem gleichnamigen Roman von John Ball. Der Roman wurde eigens für Sidney Poitier adaptiert, der den Ermittler Virgil Tibbs spielt. Sein Antagonist ist Rod Steiger als William Gillespie. Der Film erzählt die Geschichte eines afroamerikanischen Polizeidetektivs aus dem Norden der USA, der einen Mordfall in einer Kleinstadt im vom Rassismus geprägten Süden aufklären soll. Die Mirisch Corporation produzierte den Film für den Filmverleih United Artists. Der Titelsong wird von Ray Charles interpretiert.

## Handlung
In der Kleinstadt Sparta im US-Bundesstaat Mississippi wird der reiche Investor Colbert ermordet aufgefunden. Der Polizeichef Gillespie glaubt schnell, den Schuldigen gefunden zu haben. Schon kurz nach dem Mord verhaftet Officer Wood am Bahnhof den Schwarzen Virgil Tibbs, der auf der Durchreise ist und auf seinen Anschlusszug wartet. Ohne ihn zu befragen und ohne jeden Hinweis auf einen Verdacht wird Tibbs allein wegen seiner Hautfarbe auf die Polizeiwache gebracht und dem Polizeichef als Täter präsentiert.
Als sich herausstellt, dass Tibbs Mitarbeiter der Mordkommission in Philadelphia ist und sein Chef am Telefon anregt, den Ermittlern vor Ort unter die Arme zu greifen, kommt es zu einer Zusammenarbeit zwischen ihm und dem Chef der örtlichen Polizei. Die ist jedoch geprägt von Vorbehalten und gegenseitigem Misstrauen. Polizeichef Gillespie kann seine rassistische Grundhaltung oft nicht verbergen und fällt bei jedem Streit mit Tibbs in sein gewohntes Handlungsmuster gegenüber Schwarzen zurück. Doch lernt er im Verlauf der Ermittlung immer mehr Tibbs’ Arbeit zu schätzen und seine Qualitäten zu respektieren. Gillespie rettet Tibbs sogar vor einer Bande von Schlägern. Auch der schwarze Detektiv bleibt nicht ohne Makel, zunächst lässt auch er sich bei der Suche nach dem Mörder von seinen Vorurteilen leiten und verdächtigt den rassistischen Baumwollfarmer Endicott. 
Tibbs kann schließlich in Zusammenarbeit mit Gillespie den Mörder tatsächlich entlarven – einen weißen Restaurantmitarbeiter namens Ralph, der sich für den Schwangerschaftsabbruch seiner Freundin, der 16-jährigen Delores Purdy, Geld verschaffen wollte. Als Tibbs dann die Heimreise antreten kann, begleitet ihn der Polizeichef schließlich persönlich zum Zug, Tibbs’ Reisekoffer tragend. Die beiden verabschieden sich mit gegenseitigem gewachsenen Respekt füreinander.

## Dreharbeiten
Obwohl der Film in Sparta im US-Bundesstaat Mississippi spielt, wurde er überwiegend in Sparta in Illinois gedreht. Der Roman spielt in der (fiktiven) Stadt Wells in South Carolina, aber der Name der Stadt wurde in Sparta geändert, damit die Filmemacher die dort vorhandenen Schilder und Ladenfronten verwenden konnten. Den Produzenten war nicht bewusst, dass „Sparta, Mississippi“ eine reale Stadt ist, und die Darstellung im Film hat wenig Ähnlichkeit mit dem tatsächlichen Ort. Beispielsweise liegt das Sparta des Films an der Interstate 20, während die echte Stadt an keiner Autobahn liegt.

## Auszeichnungen
Der Film war 1968 für sieben Oscars nominiert und gewann ihn in fünf Kategorien: in den Kategorien Bester Film, Bester Hauptdarsteller (Rod Steiger), Bester Schnitt, Bester Ton und Bestes Adaptiertes Drehbuch. Weitere Nominierungen hatte der Film in den Sparten Regie und Soundeffekte.
Der Film gewann drei Golden Globe Awards (Bestes Drama, Bester Hauptdarsteller – Rod Steiger – und Bestes Drehbuch); für den Golden Globe nominiert waren neben Sidney Poitier als Bester Hauptdarsteller und dem Regisseur und anderen auch Quentin Dean und Lee Grant als beste weibliche Nebendarstellerinnen.
Hauptdarsteller Sidney Poitier gewann 1968 den französischen Étoile de Cristal als bester ausländischer Darsteller. Der Film erhielt den Laurel Award als Bestes Drama; Rod Steiger gewann den Laurel Award in der Kategorie Bester Schauspieler in einem Drama.
Rod Steiger erhielt den British Film Academy Award als Bester ausländischer Schauspieler; der Film wurde zudem mit dem United Nations Award der BAFTA Awards ausgezeichnet. Bei den NYFCC Awards gewannen der Film als Gesamtwerk und Rod Steiger als Bester Darsteller den Preis.
Das American Film Institute stellte 1998 eine Liste der hundert besten Filme aller Zeiten zusammen. Dort war der Film nicht enthalten. In der 2007 erneuerten Liste rangiert der Film auf Platz 75. Des Weiteren setzte das AFI die von Sidney Poitier verkörperte Rolle des Virgil Tibbs auf Rang 19 in der Liste der 50 größten Helden aller Zeiten.
Auf die Frage an „Virgil“, wie sie ihn „dort oben in Philadelphia“ denn nennen würden, antwortet Sidney Poitier: „Sie nennen mich Mister Tibbs!“ Dieser Satz belegt Rang 16 in der AFI-Liste der 100 besten Filmzitate aller Zeiten.
Im Jahr 2002 wurde der Film in das National Film Registry aufgenommen.

## Kritiken
- Das Lexikon des internationalen Films bescheinigte dem Film in der Druckfassung „Hohe Kriminalspannung“ und „vorzügliche Darsteller“, es sei ein „Qualitätsfilm mit interessanter Thematik“.[4] In der Onlinekritik 2016 ist es „trotz Schwächen der Inszenierung ein überdurchschnittlicher Krimi“, allerdings noch immer „mit vorzüglichen Darstellern“.[5]
- Der international bekannte Filmkritiker Leonard Maltin gab „In der Hitze der Nacht“ 4 von 4 Sternen.
- Evangelischer Filmbeobachter: „Spannender Kriminalfilm mit soziologischem und politischem Hintergrund. Buch, Regie und Darsteller vermeiden Klischees und geben damit ein echtes menschliches Bild der Spannungen in den USA. Ab 12 Jahren sehr empfehlenswert.“[6]

## Synchronisation
Die Synchronfassung entstand in den Studios der Ultra-Film Synchron GmbH in Berlin. Dabei haben sich folgende Fehler eingeschlichen:
- Am Anfang des Films wird Polizeichef Gillespie mit „Mr. Gillepsie“ angesprochen.
- Das englische Wort „radio“ (dt.: Funk) wird einmal falsch mit „Radio“ übersetzt, wodurch die deutsche Fassung an dieser Stelle keinen Sinn ergibt.
- Gegen Ende des Films wird das Geständnis des Täters von der Polizei auf Tonband festgehalten. Die letzten aufgenommenen Worte in der deutschen Synchronfassung lauten: „Ich wollte ihn nicht umbringen.“ Nachdem der Mann abgeführt wurde, wird das Tonband zu Testzwecken ein Stück zurückgespult und erneut abgespielt. In der Aufzeichnung sagt der Täter: „Ich wollte, er wäre noch am Leben.“ Im englischen Original gibt es keinen Unterschied, es ist jeweils „I didn’t mean to kill him“ zu hören.
- Der Bundesstaat Arkansas wird statt der amerikanischen Aussprache ˈɑɹkənsɔː in der Synchronisation 'ɐʁkɐnsas ausgesprochen.

| Rolle                       | Darsteller        | Synchronsprecher  |
| --------------------------- | ----------------- | ----------------- |
| Det. Virgil Tibbs           | Sidney Poitier    | Herbert Weicker   |
| Chief William Gillespie     | Rod Steiger       | Martin Hirthe     |
| Polizist Sam Wood           | Warren Oates      | Heinz Palm        |
| Mrs. Leslie Colbert         | Lee Grant         | Christine Gerlach |
| Eric Endicott               | Larry Gates       | Hans Hinrich      |
| Delores Purdy               | Quentin Dean      | Ursula Herwig     |
| Lloyd Purdy                 | James Patterson   | Jürgen Thormann   |
| Bürgermeister Webb Schubert | William Schallert | Günther Flesch    |
| Harvey Oberst               | Scott Wilson      | Herbert Stass     |
| Polizist George Courtney    | Peter Whitney     | Gerd Duwner       |
| Ralph                       | Anthony James     | Arne Elsholtz     |
| Bestatter Ulam              | Arthur Malet      | Helmut Ahner      |
| Packy Harrison              | Matt Clark        | Thomas Eckelmann  |

## Fortsetzungen und Fernsehserie
Es wurden zwei Fortsetzungen gedreht. 1970 erschien Zehn Stunden Zeit für Virgil Tibbs (engl. Originaltitel: They Call Me MISTER Tibbs!), 1971 Die Organisation (engl. Originaltitel: The Organization).
Im Jahr 1988 wurde die erste Staffel der Fernsehserie In der Hitze der Nacht, die auf dem Spielfilm basiert, in den USA ausgestrahlt. Die Hauptrollen spielten Carroll O’Connor als William Gillespie und Howard Rollins als Virgil Tibbs. Die Serie – insgesamt wurden sieben Staffeln produziert – thematisierte eine Vielzahl von Problemfeldern, unter anderem Rassismus, Drogenmissbrauch, Mord, Inzest und Korruption.

## DVD
- In der Hitze der Nacht. MGM Home Entertainment 2004